# NGC 3106
NGC 3106 ist eine Spiralgalaxie mit aktivem Galaxienkern vom Hubble-Typ Sa pec im Sternbild Kleiner Löwe am Nordsternhimmel. Sie ist rund 276 Millionen Lichtjahre von der Milchstraße entfernt und hat einen Durchmesser von etwa 145.000 Lichtjahren.

Im selben Himmelsareal befinden sich u. a. die Galaxien NGC 3116 und NGC 3126.
Die Supernovae SN 1983J (Typ-Ia) und SN 2009gt wurden hier beobachtet.
Das Objekt wurde am 13. März 1785 von Wilhelm Herschel entdeckt.